# Гаврило Радомир
Гаврило (Гаврил) Радомир (буг. Гаврил Радомир; око 960 — август 1015) је прворођени син цара Самуила и Агате. После смрти свога оца управљао је кратко време Самуиловим царством (октобар 1014 — август 1015). У боју за трон убио га је братић Јован Владислав, кога је подупирала Византија. Престоница Гавриловог царства је била у данашњем Битољу.

## Детињство и младост
Гаврило Радомир је био син цара Самуила и Агате. Изгледа да је он био једини законити Самуилов наследник. Први помен Гаврила Радомира у историјским изворима везан је за грађански рат у династији Комитопули. Око власти су се сукобили Радомиров отац Самуило и његов брат Арон. Арон је, према сведочењу Јована Скилице, убијен заједно са читавом породицом. Спасао се једино Аронов син Јован Владислав уз помоћ Гаврила Радомира. Радомир је сакрио Јована Владислава и тако га спасао сигурне смрти.

## Битка на Спрехију
Гаврило Радомир је 996. године учествовао у походу свога оца на југ Грчке. Солунски дукс Григорије Таронит страдао је у нападу Словена након чега је Самуило продро све до Пелопонеза. По повратку је поставио логор на обали реке Спрехи. Војсковођа Нићифор Уран је пронашао место где је могуће прећи реку и напао је Словене ноћу. Велики број словенских војника страдао је у изненадном нападу. Сам Самуило и његов син Гаврило Радомир рањени су у бици. Скилица бележи како је Самуила и Радомира спасло то што су лежали измешани са мртвима. Када је пала ноћ, успели су да побегну у Етолска брда. Уран је ослободио ромејске заробљенике и са пленом се вратио у Солун.

## Бракови
Након пораза на Спрехију, Самуило је покренуо поход ка западу и покорио је Српску кнежевину, продирући све до државе Јована Владимира. Умешао се у борбу око угарског престола након смрти краља Гезе (997). Као резултат рата, Самуило је својој држави прикључио подручје Сирмијума. Рат је завршен потписивањем мировног споразума утврђеног браком између сестре новог угарског краља, Стефана I, и Самуиловог сина Гаврила Радомира. Из овог брака вероватно је рођен Петар Дељан који ће касније подићи устанак против византијске власти. Брак између Гаврила Радомира и угарске принцезе непознатог имена кратко је трајао. О Ирени нам податке даје Јован Скилица који бележи да је Самуилов син најпре био ожењен ћерком краља Угарске и да ју је из непознатог разлога отерао након чега се оженио "прекрасном Ирином заробљеном у Лариси". Гаврило се Ирином оженио око 999. године када је отерао угарску принцезу која је у том тренутку била трудна. Није познато ништа о Иринином пореклу. Са Ирином је Гаврило имао неколико деце, пет синова и две кћери. Ирина је 1015. године убијена заједно са мужен.
Када је цар Василије II 1002. године опседао Видин, угарски краљ је као одмазду за то што је Радомир отерао његову ћерку, напао земљу трансилванијског кнеза Ахтума, присталице цара Самуила на северу.

## Битка на Беласици
Кампање цара Василија између 1001. и 1004. године знатно су смањили територију Самуиловог царства. Од 1005. године у Самуиловим рукама остала су планинска подручја данашње Македоније и Албаније и доњи ток реке Струме. Период од 1005. до 1014. године Јован Скилица, најзначајнији хроничар Самуиловог периода, описује само површно, тако да су догађаји мало познати. Самуило је ископаним јарцима и подигнутим оградама покушао да загради улаз у Бугарску. Знајући да цар обично упада преко тзв. Кимва, Лонга и Клидија, Самуило подиже широку тврђаву којом загради овај теснац. Стратег Филипопоља, Нићифор Ксифија, обишао је планину и напао Самуиула са леђа. Неочекивани напад натерао је Бугаре у бекство. Многи су погинули, а Самуило се једва спасао захваљујући помоћи сина Гаврила Радомира. Радомир је одбио нападе на Самуила, посадио га на коња и одвео у тврђаву звану Прилеп након чега се вратио на бојно поље. Број заробљених Самуилових војника је, према процени хроничара, био од 14.000 до 15.000.
Василије је послао свога војсковођу Теофилакта Вотанијата да опустоши брегове око Струмице и да овлада прелазима на том месту. Словени су му поставили заседу. Када је ушао у издужени теснац, Вотанијат је обасут камењем и стрелама. У теснацу је и страдао заједно са великим делом војске. Из допуне Михаила Деволског сазнајемо да је Вотанијата убио лично Самуилов син Гаврило Радомир. Златарски сматра да је Василије наредио да се ослепе заробљеници како би се осветио Самуилу за пораз и погибију Вотанијата.

## Владавина
Самуило је умро убрзо након пораза своје војске, 6. октобра 1014. године. Скилица бележи да је Гаврило Радомир започео да влада 15. месеца сепрембра индикта 13, дакле 15. октобра. Разлика од десет дана може се објаснити тиме што је Гаврило Радомир можда желео да своје ступање на власт обележи неким свечаним чином, вероватно прогласом на великом збору народа, племства и свештенства. Такође, у тренутку смрти свога оца, Гаврило Радомир је био на бојном пољу. Златарски сматра да је до проглашења за цара дошло у Битољу где је био дворац Гаврила Радомира. У тренутку доласка на власт, Гаврило Радомир је имао око 50 година. Претензије на круну испољавао је и Јован Владислав, а Радомирова држава била је ограничена планинама Македоније и Албаније, непрестано под притиском византијске војске. Василије је покушао да освоји Радомирову престоницу, Битољ, али му то није пошло за руком. Град се предао тек по окончању устанка комитопула. Византијски цар је, међутим, освојио Прилеп и Штип. Следеће године, почетком пролећа, Василије је освојио тврђаву Воден приморавши дуготрајном опсадом становнике да се предају. У Водену му је стигао Радомиров посланик, једноруки Ромеј, који је цару обећавао покорност бугарског владара. Василије је посумњао у писмо и послао је војску у област Моглена. На њеном челу налазили су се Нићифор Ксифија и Константин Диоген који је тада већ заузимао положаја стратега Солуна на коме је заменио преминулог Теофилакта Вотанијата. Диоген је са војском опљачкао земљу и опсео град Моглен. Византијска војска успела је да пробије зидине града након чега се становништво предало. У Моглену је ухваћен и кавхан Дометијан који је био веома близак цару Гаврилу Радомиру.

## Црквена политика
Гаврило Радомир је од оца наследио ново црквено уређење, које је спроведено током Самуилове владавине путем стварања јединственог црквеног средишта у Преспи, где је крајем 10. века на острву Светог Ахилија подигнут велики катедрални (саборни) храм, који је одређен за седиште преспанског архиепископа. Натпис из тог храма, који је сачуван само делимично, сведочи да је Преспанска архиепископија око 1000. године обухватала чак 18 епархија, од којих се у поменутом натпису данас препознају називи само девет: Видин, Главиница, Бер, Битољ, Велбужд, Селасфор (Девол), Скопље, Сердика и Едеса (Воден). Током познијих година Самуилове владавине, када је порастао значај Охрида као центра политичке власти, у тај град је  пренето и седиште архиепископије, која се такође сматрала и патријаршијом, а такво уређење је задржано и за време владавине Гаврила Радомира.

## Смрт
Јован Скилица пише да Гаврило Радомир није испунио ни годину владавине када је убијен од стране Јована Владислава, Ароновог сина кога је спасао од сигурне смрти. Владислав га је позвао у лов где га је убио. Летопис попа Дукљанина такође бележи податке о погибији Гаврила Радомира. Дукљанин пише да је Гаврило Радомир освојио све византијске земље до Цариграда те да је заплашени цар Василије подстакао Јована Владислава да га убије. О смрти Гаврила Радомира постоји вест и у Чудима св. Димитрија Солунског којој је заједничко са описом Скилице и Дукљанина то да је Радомир убијен у лову, али га је, према овом извору, убио Свети Димитрије. Чуда су једини извор који даје вест о месту погибије Гаврила Радомира. Јован Владислав убио је Гаврила Радомира у Петриску. Златарски и Никола Адонц сматрају да је реч о локалитету Петрско, на обалама истоименог језера, југозападно од Островског језера. Стивен Рансиман слично мисли, али указује да је у то време резиденција Гаврила Радомира била у Соску, а да се налазио у лову код Петрска. Јован Владислав је након убиства преузео власт наредивши да се убију и остали чланови Радомирове породице.
Гаврило Радомир је, као и његов отац, сахрањен у манастиру Светог Ахила на Преспанском језеру.

## Потомство
Са првом женом, угарском принцезом, Радомир је имао сина Петра Дељана. Касније ће он играти крупну улогу у словенском устанку из 1040—1041. године против византијске власти. Скилица пише да се након погибије Јована Владислава пред Драчем (1018), предала цару Василију Охриду царица Марија која је са собом водила три сина и шест кћери (позната имена су Трајан, Радомир и Катарина), као и ванбрачног Самуиловог сина и од Радомира, Самуиловог сина, две кћери и пет синова, од којих један беше без очију, будући да га је Јован Владислав ослепео када је погубио Гаврила Радомира, Ирину и Јована Владимира. Мајка ове деце је Ирина од Ларисе.

## Породично стабло
|  |                    |  |  |  |  |  |  |  |  |  |  |  |  |  |  |  |
|  | 4. Никола          |  |  |  |  |  |  |  |  |  |  |  |  |  |  |  |
|  |                    |  |  |  |  |  |  |  |  |  |  |  |  |  |  |  |
|  |                    |  |  |  |  |  |  |  |  |  |  |  |  |  |  |  |
|  | 2. Самуило         |  |  |  |  |  |  |  |  |  |  |  |  |  |  |  |
|  |                    |  |  |  |  |  |  |  |  |  |  |  |  |  |  |  |
|  |                    |  |  |  |  |  |  |  |  |  |  |  |  |  |  |  |
|  | 5. Рипсимија       |  |  |  |  |  |  |  |  |  |  |  |  |  |  |  |
|  |                    |  |  |  |  |  |  |  |  |  |  |  |  |  |  |  |
|  |                    |  |  |  |  |  |  |  |  |  |  |  |  |  |  |  |
|  | 1. Гаврило Радомир |  |  |  |  |  |  |  |  |  |  |  |  |  |  |  |
|  |                    |  |  |  |  |  |  |  |  |  |  |  |  |  |  |  |
|  |                    |  |  |  |  |  |  |  |  |  |  |  |  |  |  |  |
|  | 6. Јован Хрисилије |  |  |  |  |  |  |  |  |  |  |  |  |  |  |  |
|  |                    |  |  |  |  |  |  |  |  |  |  |  |  |  |  |  |
|  |                    |  |  |  |  |  |  |  |  |  |  |  |  |  |  |  |
|  | 3. Агата           |  |  |  |  |  |  |  |  |  |  |  |  |  |  |  |
|  |                    |  |  |  |  |  |  |  |  |  |  |  |  |  |  |  |
|  |                    |  |  |  |  |  |  |  |  |  |  |  |  |  |  |  |
|  | 7. непознато       |  |  |  |  |  |  |  |  |  |  |  |  |  |  |  |
|  |                    |  |  |  |  |  |  |  |  |  |  |  |  |  |  |  |
|  |                    |  |  |  |  |  |  |  |  |  |  |  |  |  |  |  |